# 銀杏岡八幡神社
銀杏岡八幡神社（いちょうがおかはちまんじんじゃ）は、東京都台東区の神社。

## 歴史
1062年（康平5年）に創建された。源義家が前九年の役で出征する途上、当地で休憩のため陣を敷いた。すると川上から銀杏の枝が流れ着いた。義家は「朝敵退治のあかつきには枝葉栄うべし」と戦勝祈願し、その枝を丘の上にさした。そして戦争に勝利し、帰還の途上で当地に立ち寄ると木が茂っていたので、義家は神恩に感謝して八幡神を勧請した。これが当社の起源であり、社名の由来でもある。
ちなみに、この銀杏の木はやがて大木となり、旅人の目印にもなった。しかし1745年（延享2年）の台風で上半分が折れ、1808年（文化3年）の文化の大火で完全に焼失してしまい、現存していない。
江戸時代前半は、福井藩越前松平家の江戸屋敷の敷地内にあり、屋敷神となっていたが、1725年（享保10年）に幕府によって接収された。旧屋敷跡地は「福井町」と称する町人地となり、福井町住民が当社の氏子となった。
氏子区域は台東区浅草橋1丁目2～6、9～36、浅草橋2丁目1、3～7、9～13、15～19。なお、1丁目9、10、17、18、30、2丁目1、12、13はその一部が氏子区域である。

## 八幡ラジオ体操会
境内では、年中無休でラジオ体操が行われている。主催者は「八幡ラジオ体操会」で、昭和初期のラジオ体操が始まったころから続けられている。

## 交通アクセス
- 浅草橋駅より徒歩1分。

## 写真
- 鳥居
- 銀杏の葉をかたどった絵馬
- 境内の此葉稲荷神社